# 塔吉克斯坦國家奧林匹克委員會
塔吉克國家奧林匹克委員會是塔吉克斯坦的國家奧林匹克委員會。該組織成立於1992年，是國際奧委會和亞洲奧林匹克理事會的成員。1996年，首次派員參加在美國阿特蘭大舉行的夏季奧運會。
現時，塔吉克國家奧林匹克委員會的總部設在首都杜尚別，主席是Emomalii Rahmon。

## 資料來源
1. ↑  .   [2014-02-24]. （原始内容存档于2009-02-20）.

## 外部連結
- 塔吉克國家奧林匹克委員會